# Katrin Mietzner
Katrin Mietzner, geborene Katrin Krüger (* 10. April 1959 in Groß Schönebeck) ist eine ehemalige deutsche Handballspielerin.
Ihre größten Erfolge gelangen der für den ASK Vorwärts Frankfurt/Oder spielenden Krüger mit der DDR-Nationalmannschaft. Sie gewann bei der Weltmeisterschaft 1978 Gold und bei den Olympischen Spielen 1980 in Moskau die Bronzemedaille. Zehn Jahre später gewann die 260-fache Nationalspielerin nochmals Bronze bei der Weltmeisterschaft.
Katrin Krüger wurde 1978, 1979, 1980, 1981 und 1983 Torschützenkönigin in der DDR-Oberliga. 1979 wurde sie mit dem Vaterländischen Verdienstorden in Bronze und 1984 in Silber ausgezeichnet.
1981 und 1982 wurde sie zur Handballerin des Jahres gewählt.
Sie ist mit dem ehemaligen Ruder-Europameister Jochen Mietzner verheiratet und arbeitet als Richterin am Amtsgericht. Ihre Tochter Franziska Mietzner (* 1988) ist ebenfalls Handballspielerin.